# Sturmtruppen/L'inquilino
Sturmtruppen è il decimo singolo del duo italiano Cochi e Renato, pubblicato nel 1976 come unico estratto dall'album Ritornare alle 17. Il disco contiene la colonna sonora del film Sturmtruppen.

## Descrizione
Il singolo contiene la colonna sonora del film Sturmtruppen diretto da Salvatore Samperi e distribuito lo stesso anno.
Il disco è stato pubblicato in un'unica edizione dall'etichetta Derby, in formato 7" con numero di catalogo DBR 4806.

## Tracce
1. Sturmtruppen – 2:40 (Enzo Jannacci)
2. L'inquilino – 4:43 (Cochi Ponzoni, Enzo Jannacci, Renato Pozzetto)

Durata totale: 7:23

## Crediti
- Cochi Ponzoni - voce, chitarra
- Renato Pozzetto - voce, chitarra
- Enzo Jannacci - voce (in Sturmtruppen), arrangiamenti
- Achille Manzotti - produzione
- Massimo Boldi - voci sottofondo (in Sturmtruppen)

## Edizioni
- 1976 - Sturmtruppen/L'inquilino (Derby, DBR 4806, 7")